# Титов, Егор Ильич
Его́р Ильи́ч Тито́в  (род. 29 мая 1976, Москва) — российский футболист, полузащитник, тренер. Большую часть карьеры провёл за московский «Спартак», рекордсмен клуба в чемпионатах России по сыгранным матчам. Выступал за сборную России, был капитаном команды.

## Биография
Родился в спортивной семье. Отец Егора, мастер спорта по конькам, мечтал, чтобы сын стал конькобежцем, но увлечение футболом оказалось сильнее: с 8 лет он начал заниматься в футбольной школе «Спартака».
Окончил Московскую государственную академию физической культуры.

### Личная жизнь
Супруга — Вероника, которую Титов знает с 13-ти лет.
Дочь — Анна (род. 2000).
Внук — Мирон (род. июль 2022).
Дочь — Ульяна (род. 2007).

## Карьера игрока

### Клубная
С 1992 года играл за московский «Спартак»; с 1995 года — в основном составе. Для команды он стал культовым игроком.
18 ноября 2006 года, забив 2 мяча «Ростову», стал членом клуба бомбардиров Григория Федотова и «Клуба 100» российских бомбардиров. В августе 2008 года в результате конфликта с главным тренером Станиславом Черчесовым был вынужден покинуть «Спартак».
По договорённости с бывшим спартаковцем Сергеем Юраном перешёл в «Химки» без компенсации за трансфер, где и провёл остаток сезона 2008, в 12 матчах забив один мяч. 12 февраля 2009 года расторг контракт.
15 февраля 2009 года Титов и Андрей Тихонов перешли в чемпионат Казахстана, подписав контракты с астанинским «Локомотивом».
19 марта 2010 года объявил о завершении спортивной карьеры. В том же году выступал за любительскую команду «Артист».
В 2012 году провёл пять матчей в первенстве России среди любительских футбольных клубов (зона «Черноземье») за тульский «Арсенал», тренером которого был Дмитрий Аленичев.
В июле 2012 года официально объявил о завершении карьеры, а 9 сентября на стадионе «Локомотив» прошёл его прощальный матч с киевским «Динамо», закончившийся со счётом 5:3 в пользу «Спартака».
22 мая 2021 года вместе с Дмитрием Тарасовым сыграл за «Аэрозоль» в матче первенства Тульской области против «Химика». Встреча команд из Новомосковска завершилась победой «Химика» со счётом 2:1. 44-летний Титов вышел в стартовом составе и был заменён в компенсированное время.

### В сборной
За сборную России первую игру провёл 10 октября 1998 года против Франции (поражение 2:3).

### Несостоявшиеся контракты
В 2000 году Титовым всерьёз заинтересовалась мюнхенская «Бавария», когда во время одного из визитов в Москву президента «Баварии» Франца Беккенбауэра кандидатуру Титова ему предложил председатель совета директоров фирмы «Совинтерспорт» Анатолий Коршунов. Через своего агента Владимира Абрамова «Бавария» попыталась предварительно узнать, на какие деньги рассчитывает обладатель трансфера в лице «Спартака».
Вице-президент клуба Григорий Есауленко заявил, что может продать Титова только за 20 млн долларов (для сравнения — в 1997 году летом «Интернационале» купил бразильца Роналдо за 27 млн долларов). Титов общался на предмет трансфера с футбольным агентом Бранкини, который через Дмитрия Аленичева передавал всю информацию. По мнению самого игрока, «Спартак» постоянно поднимал ставки в диалоге с «Баварией», и в итоге переговоры прекратились. Сам Беккенбауэр говорил, что может заплатить за игрока от 8 до 10 млн долларов, а за 20 млн возможно приобрести трёх хороших игроков. По мнению Беккенбауэра, Титов вполне подходил под схему «Баварии», но не стоил таких денег. Самому игроку причиталась бы ежегодная зарплата в размере около 1 миллиона долларов — это было почти в три раза больше, чем в «Спартаке», где ему могли дать порядка 350 тысяч долларов в год.
О прошедших переговорах руководители «Спартака» Титова не проинформировали. Они не хотели, чтобы Титов уезжал, так как на нём держалась вся игра команды.
Его кандидатурой интересовались также представители футбольных клубов Италии и Испании.

### Допинговый скандал
4 сентября 2003 года в канун гостевого матча против Ирландии на учебно-тренировочном сборе в Бору стало известно, что в организме Титова был обнаружен запрещённый к употреблению спортсменами препарат бромантан. Хотя Титов на следующий день полетел со сборной в Ирландию для подготовки к матчу, уже перед игрой он был выведен из состава под предлогом микротравмы. 15 ноября 2003 года в его допинг-пробе после домашнего стыкового матча против Уэльса снова был обнаружен бромантан, а 22 января 2004 года Титов официально был дисквалифицирован на один год. По этой причине он не попал в заявку на чемпионат Европы 2004 года. Спустя три месяца после дисквалификации бывший врач «Спартака» Артём Катулин заявил, что причиной попадания бромантана в организм Титова стала пищевая добавка «Омега-3», содержавшая этот препарат. Её игроку давал один из врачей «Спартака» Анатолий Щукин, входивший в тренерский штаб Андрея Чернышова.

## Тренерская карьера

#### «Спартак» (Москва)
9 июня 2015 года руководство «Спартака» утвердило Титова помощником главного тренера Дмитрия Аленичева. 6 августа 2016 покинул клуб вслед за Аленичевым.

#### «Енисей»
5 июня 2017 года был назначен помощником главного тренера красноярского «Енисея» Дмитрия Аленичева. В конце мая 2019 года вслед за Аленичевым покинул клуб.

## Телевидение
Незадолго до своей дисквалификации Титов сыграл самого себя в российском телесериале 2004 года «Команда». Также на время чемпионата Европы 2004 года в Португалии являлся комментатором-экспертом на «Первом канале» (в паре с Виктором Гусевым).
В период дисквалификации записал вместе со своим другом поп-исполнителем Николаем Трубачом песню «Какие мы люди».

## Фильмография
| Год  |   | Название | Роль  |
| ---- | - | -------- | ----- |
| 2004 | с | Команда  | камео |

## Статистика

### Клубная
| Клуб               | Сезон            | Лига | Лига | Кубок | Кубок | Еврокубки | Еврокубки | Итого | Итого |
| Клуб               | Сезон            | Игры | Голы | Игры  | Голы  | Игры      | Голы      | Игры  | Голы  |
| ------------------ | ---------------- | ---- | ---- | ----- | ----- | --------- | --------- | ----- | ----- |
| Спартак (Москва)   | 1995             | 12   | 1    | 2     | 0     | 1         | 0         | 15    | 1     |
| Спартак (Москва)   | 1996             | 31   | 5    | 2     | 0     | 6         | 0         | 39    | 5     |
| Спартак (Москва)   | 1997             | 31   | 8    | 4     | 0     | 8         | 2         | 43    | 10    |
| Спартак (Москва)   | 1998             | 29   | 6    | 5     | 0     | 11        | 4         | 45    | 10    |
| Спартак (Москва)   | 1999             | 29   | 11   | 1     | 0     | 10        | 1         | 40    | 12    |
| Спартак (Москва)   | 2000             | 24   | 13   | 5     | 1     | 8         | 4         | 37    | 18    |
| Спартак (Москва)   | 2001             | 30   | 11   | 2     | 0     | 10        | 0         | 42    | 11    |
| Спартак (Москва)   | 2002             | 20   | 4    | 1     | 0     | 0         | 0         | 21    | 4     |
| Спартак (Москва)   | 2003             | 29   | 6    | 6     | 1     | 4         | 0         | 39    | 7     |
| Спартак (Москва)   | 2004             | 0    | 0    | 0     | 0     | 0         | 0         | 0     | 0     |
| Спартак (Москва)   | 2005             | 28   | 4    | 1     | 0     | —         | —         | 29    | 4     |
| Спартак (Москва)   | 2006             | 25   | 8    | 9     | 1     | 8         | 0         | 42    | 9     |
| Спартак (Москва)   | 2007             | 27   | 7    | 6     | 1     | 9         | 4         | 42    | 12    |
| Спартак (Москва)   | 2008             | 9    | 0    | 0     | 0     | 2         | 0         | 11    | 0     |
| Спартак (Москва)   | Итого            | 324  | 87   | 44    | 4     | 77        | 15        | 445   | 106   |
| Химки              | 2008             | 12   | 1    | 0     | 0     | —         | —         | 12    | 1     |
| Химки              | Итого            | 12   | 1    | 0     | 0     | 0         | 0         | 12    | 1     |
| Локомотив (Астана) | 2009             | 24   | 6    | 3     | 0     | —         | —         | 27    | 6     |
| Локомотив (Астана) | Итого            | 24   | 6    | 3     | 0     | 0         | 0         | 27    | 6     |
| Всего за карьеру   | Всего за карьеру | 360  | 94   | 47    | 4     | 77        | 15        | 484   | 113   |

### Матчи и голы за сборную России
| Матчи Титова за сборную России | Матчи Титова за сборную России | Матчи Титова за сборную России | Матчи Титова за сборную России | Матчи Титова за сборную России | Матчи Титова за сборную России |
| №                              | Дата                           | Соперник                       | Счёт                           | Голы Титова                    | Турнир                         |
| ------------------------------ | ------------------------------ | ------------------------------ | ------------------------------ | ------------------------------ | ------------------------------ |
| 1                              | 10 октября 1998                | Франция                        | 2:3                            | -                              | Отборочные игры к ЧЕ-2000      |
| 2                              | 14 октября 1998                | Исландия                       | 0:1                            | -                              | Отборочные игры к ЧЕ-2000      |
| 3                              | 27 марта 1999                  | Армения                        | 3:0                            | -                              | Отборочные игры к ЧЕ-2000      |
| 4                              | 31 марта 1999                  | Андорра                        | 6:1                            | 1                              | Отборочные игры к ЧЕ-2000      |
| 5                              | 19 мая 1999                    | Беларусь                       | 1:1                            | -                              | Товарищеский матч              |
| 6                              | 5 июня 1999                    | Франция                        | 3:2                            | -                              | Отборочные игры к ЧЕ-2000      |
| 7                              | 18 августа 1999                | Беларусь                       | 2:0                            | -                              | Товарищеский матч              |
| 8                              | 4 сентября 1999                | Армения                        | 2:0                            | -                              | Отборочные игры к ЧЕ-2000      |
| 9                              | 8 сентября 1999                | Андорра                        | 2:1                            | -                              | Отборочные игры к ЧЕ-2000      |
| 10                             | 9 октября 1999                 | Украина                        | 1:1                            | -                              | Отборочные игры к ЧЕ-2000      |
| 11                             | 23 февраля 2000                | Израиль                        | 1:4                            | -                              | Товарищеский матч              |
| 12                             | 26 апреля 2000                 | США                            | 2:0                            | 1                              | Товарищеский матч              |
| 13                             | 31 мая 2000                    | Словакия                       | 1:1                            | -                              | Товарищеский матч              |
| 14                             | 4 июня 2000                    | Молдова                        | 1:0                            | -                              | Товарищеский матч              |
| 15                             | 2 сентября 2000                | Швейцария                      | 1:0                            | -                              | Отборочные игры ЧМ-2002        |
| 16                             | 11 октября 2000                | Люксембург                     | 3:0                            | 1                              | Отборочные игры ЧМ-2002        |
| 17                             | 28 февраля 2001                | Греция                         | 3:3                            | -                              | Товарищеский матч              |
| 18                             | 24 марта 2001                  | Словения                       | 1:1                            | -                              | Отборочные игры ЧМ-2002        |
| 19                             | 28 марта 2001                  | Фарерские острова              | 1:0                            | -                              | Отборочные игры ЧМ-2002        |
| 20                             | 25 апреля 2001                 | Югославия                      | 1:0                            | -                              | Отборочные игры ЧМ-2002        |
| 21                             | 2 июня 2001                    | Югославия                      | 1:1                            | -                              | Отборочные игры ЧМ-2002        |
| 22                             | 6 июня 2001                    | Люксембург                     | 2:1                            | -                              | Отборочные игры ЧМ-2002        |
| 23                             | 15 августа 2001                | Греция                         | 0:0                            | -                              | Товарищеский матч              |
| 24                             | 1 сентября 2001                | Словения                       | 1:2                            | 1                              | Отборочные игры ЧМ-2002        |
| 25                             | 5 сентября 2001                | Фарерские острова              | 3:0                            | -                              | Отборочные матчи ЧМ-2002       |
| 26                             | 6 октября 2001                 | Швейцария                      | 4:0                            | 1                              | Отборочные матчи ЧМ-2002       |
| 27                             | 13 февраля 2002                | Ирландия                       | 0:2                            | -                              | Товарищеский матч              |
| 28                             | 27 марта 2002                  | Эстония                        | 1:2                            | -                              | Товарищеский матч              |
| 29                             | 17 апреля 2002                 | Франция                        | 0:0                            | -                              | Товарищеский матч              |
| 30                             | 19 мая 2002                    | Югославия                      | 1:1                            | -                              | Кубок LG                       |
| 31                             | 5 июня 2002                    | Тунис                          | 2:0                            | 1                              | Финальные матчи ЧМ-2002        |
| 32                             | 9 июня 2002                    | Япония                         | 0:1                            | -                              | Финальные матчи ЧМ-2002        |
| 33                             | 14 июня 2002                   | Бельгия                        | 2:3                            | -                              | Финальные матчи ЧМ-2002        |
| 34                             | 30 апреля 2003                 | Грузия                         | 0:1                            | -                              | Отборочные матчи ЧЕ-2004       |
| 35                             | 11 октября 2003                | Грузия                         | 3:1                            | 1                              | Отборочные матчи ЧЕ-2004       |
| 36                             | 19 ноября 2003                 | Уэльс                          | 1:0                            | -                              | Отборочные матчи ЧЕ-2004       |
| 37                             | 3 сентября 2005                | Лихтенштейн                    | 2:0                            | -                              | Отборочные матчи ЧМ-2006       |
| 38                             | 27 мая 2006                    | Испания                        | 0:0                            | -                              | Товарищеский матч              |
| 39                             | 11 октября 2006                | Эстония                        | 2:0                            | -                              | Отборочные матчи ЧЕ-2008       |
| 40                             | 15 ноября 2006                 | Македония                      | 2:0                            | -                              | Отборочные матчи ЧЕ-2008       |
| 41                             | 7 февраля 2007                 | Нидерланды                     | 1:4                            | -                              | Товарищеский матч              |

Итого: 41 матч / 7 голов; 21 победа, 10 ничьих, 10 поражений.

## Достижения

### Командные
«Спартак» (Москва)
- Чемпион России (6): 1996, 1997, 1998, 1999, 2000, 2001
- Обладатель Кубка России (2): 1997/98, 2002/03
- Обладатель Кубка чемпионов Содружества (3): 1999, 2000, 2001
- Серебряный призёр чемпионата России: 2005, 2006, 2007
- Бронзовый призёр чемпионата России: 1995, 2002
- Финалист Кубка России: 1995/96, 2005/06
- Финалист Суперкубка России: 2006, 2007
- Финалист Кубка чемпионов Содружества: 1998, 2002

«Локомотив» (Астана)
- Серебряный призёр чемпионата Казахстана: 2009

### Личные
- Мастер спорта России международного класса (2002)[29]
- В списках 33 лучших футболистов чемпионата России (9): № 1 (1998—2001); № 2 (1997, 2006, 2007); № 3 (2002, 2003)
- Лучший футболист России по версии «Спорт-Экспресс»: 1998[30], 2000
- Лучший футболист России по версии еженедельника «Футбол»: 1998, 2000
- Награда «Золотой кабан» от болельщиков ФК «Спартак»: 2003, 2007
- Жюри конкурса «Чемпионату России по футболу — 20 лет» признан лучшим атакующим полузащитником российских чемпионатов 1992—2012 годов[31].